# Ektara (Zupftrommel)

Ektara mit gespannter Saite

Ektara (Hindi एकतारा ek târ, „eine Saite“, bengalisch একতারা, Panjabi ਇਕ ਤਾਰਾ) bezeichnet eine Gruppe von Zupftrommeln überwiegend in der nordindischen Volksmusik. Bei dieser Verbindung aus Membranophon und Saiteninstrument wird die über eine Öffnung eines beidseitig offenen Korpus gespannte Hautdecke indirekt durch Zupfen einer Saite in Schwingungen versetzt. Zwei Grundformen werden unterschieden:
- Bei der gopi yantra, auch gopi chand, lao tokari, ist die Saite zwischen der Mitte einer Membran und einem über den Korpus hinausragenden Saitenträger eingespannt.
- Bei der anandalahari, auch gubgub, gubguba, gubgubi, gopijantro, premtal, dudhuki, wird das lose Ende der Saite in der Hand gehalten und rhythmisch straff gezogen. Beide werden mit einem Finger oder einem Plektrum gezupft.

Wie die ebenfalls ektara genannten Lauteninstrumente spielt der Sänger mit den Zupftrommeln den Rhythmus oder einen Bordunton zur eigenen Begleitung der meist religiösen Lieder. Die ektara ist besonders durch die Musik der Bauls bekannt, einer religiösen Gemeinschaft von Wandersängern in Bengalen.

## Herkunft und Verbreitung
Die ältesten indischen Saiteninstrumente, in den Veden zusammenfassend als vina bezeichnet, waren einsaitige Musikbögen, aus deren biegsamen Saitenträgern sich Bogenharfen aus einem vorgebogenen festen Material entwickelten. Feste Saitenträger ermöglichen es, mehrere Saiten anzubringen. Etwa vom 2. Jahrhundert v. Chr. bis zum 7. Jahrhundert n. Chr. sind mehrsaitige Bogenharfen durch Steinreliefs an indischen Kultstätten belegt. Nach dieser Zeit verschwanden die Bogenharfen aus Indien, ihre Form blieb nur in der burmesischen saung gauk und der seltenen bin-baja in der Umgebung von Mandla (Zentralindien) erhalten. Seit dem 6. Jahrhundert sind einsaitige Stabzithern mit einem geraden Holz- oder Bambusstab als Saitenträger bekannt, aus denen sich die heutige vina-Familie der mehrsaitigen Lauteninstrumente entwickelte.

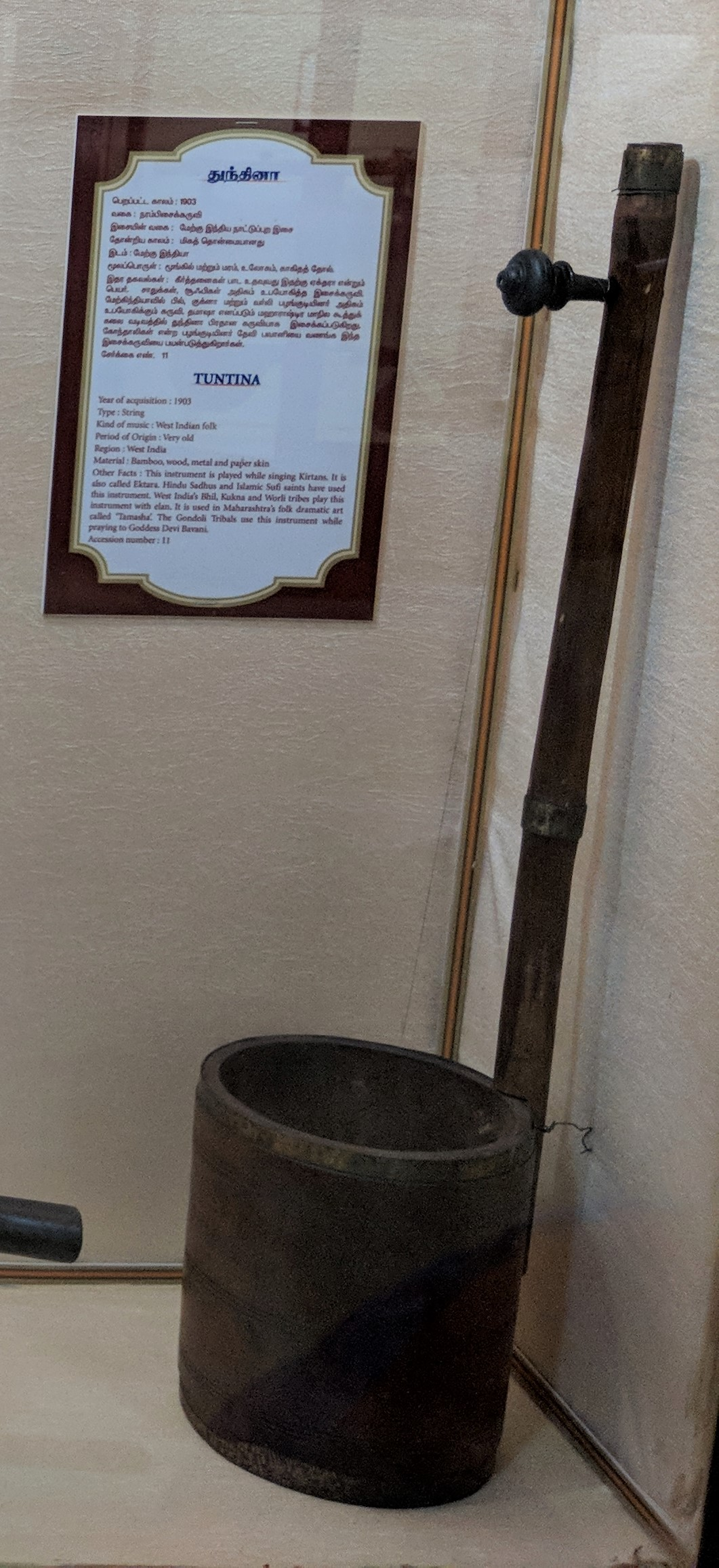
Tuntina mit einem runden Holzkorpus und einem Bambusrohr als Saitenträger. Markiert in Westindien den Grundschlag bei der Begleitung religiöser Volkslieder (kirtan).

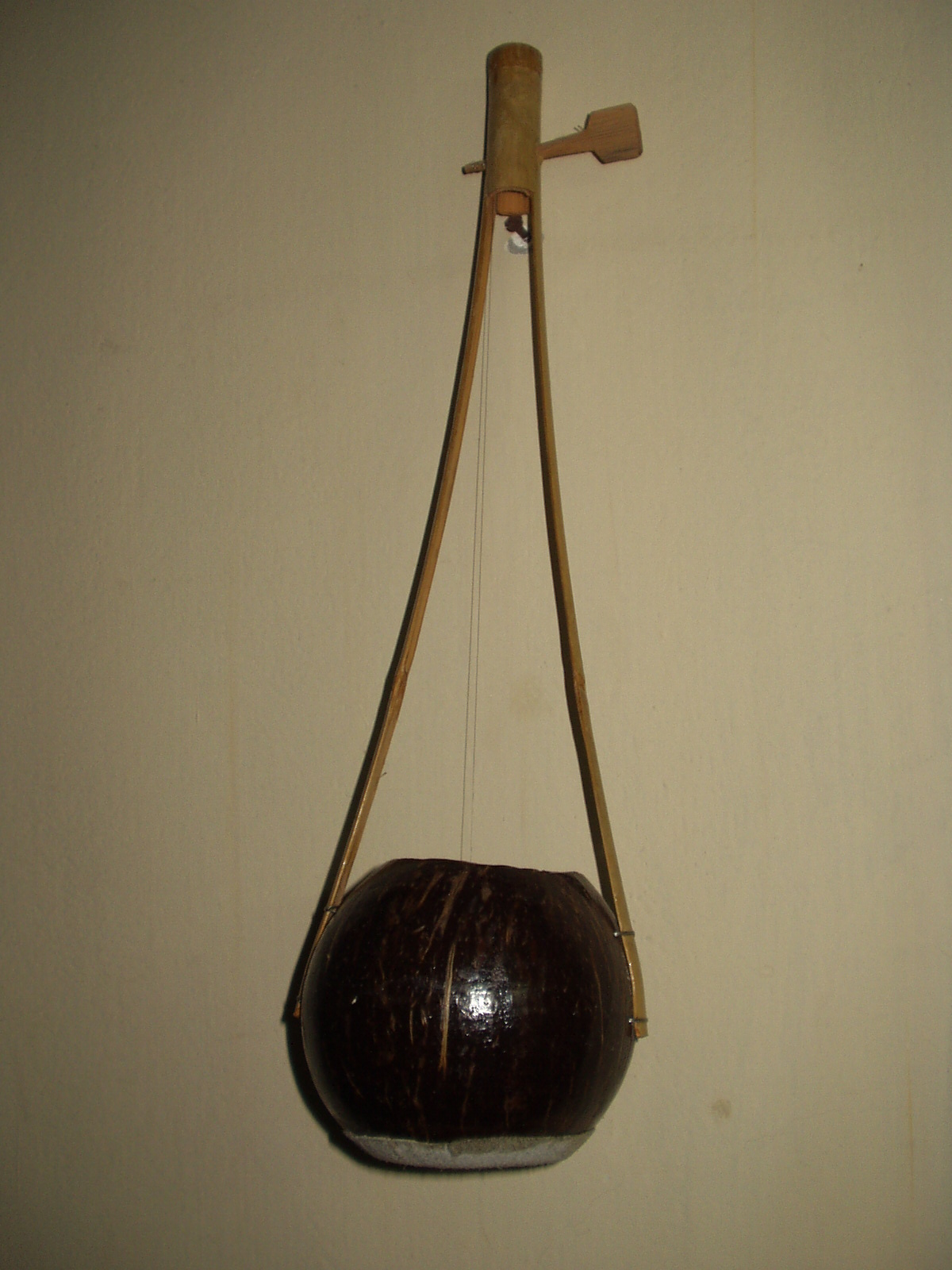
Ektara oder lao-tokari

Die Zupftrommel ist im Prinzip ein Musikbogen, bei dem die zwischen den beiden Enden eines Stabes befestigte Saite durch die Elastizität des Stabes in Spannung gehalten wird. Bei der Zupftrommel spannt sich die Saite von der elastischen Membran zu einem entfernten festen Ende. Der Korpus, über dessen Öffnung die Membran gespannt ist, ersetzt als Schallverstärker die am Musikbogen üblicherweise befestigte Kalebasse.
Entwicklungsgeschichtlich ist die Zupftrommel die sehr alte Form einer einsaitigen Harfe, welche den mehrsaitigen frühen Harfen und beispielsweise der heutigen saung gauk vorausgeht. Die saung gauk produziert zwar einen wesentlich feineren Klang als die ektara, dabei sind ihre Saiten am unteren Ende an einem Holzstab in der Mitte unter einer Membran, also auf ähnliche Weise wie bei der Zupftrommel befestigt. Es ist nicht bekannt, ob es bei Harfen aus Gandhara einen solchen Saitenstab gab, wahrscheinlich waren bei allen asiatischen Harfen in nachchristlicher Zeit die Saiten auf dieselbe Weise an einer Membran befestigt. Auch bei den altägyptischen Harfen zogen die an einem Stab befestigten Saiten an einer Tierhaut, erst bei den europäischen Harfen wurde diese Membran durch eine feste Holzdecke ersetzt. In Uganda stellt die ennanga eine einfache Konstruktion einer solchen, heute äußerst seltenen Bogenharfe mit Membran dar.
Zupftrommeln kommen nur in Südasien vor. Sie entsprechen in ihrer Funktion der großen Gruppe indischer Saiteninstrumente, die nicht zur Erzeugung einer Melodie dienen, sondern einen begleitenden Rhythmus oder Bordunton liefern. In der klassischen indischen Musik wird hierfür meist die Langhalslaute tanpura gespielt, in der Volksmusik dienen eine Vielzahl ein- oder mehrsaitiger Zupfinstrumente (wie die Langhalslauten tandura und tanburo) diesem Zweck.
Zu diesem Umkreis gehört die buang der Santal, eine ausschließlich rhythmisch eingesetzte einsaitige Stabzither (Musikbogen) mit aufgebogenen Enden, in deren Mitte ein Resonanzkörper befestigt ist, der aus einem mit Papier überzogenen Bambuskorb besteht. Tänzer erzeugen damit bei Gruppentänzen schnarrende Geräusche. Bei mehreren Adivasi-Volksgruppen in Zentralindien erfüllt das ähnliche, aber kleinere kuranrajan mit einem geschnitzten Vogelkopf (Pfauenköpfe bei den Saora in Odisha) eine magische Funktion bei religiösen Zeremonien. Weitere Rhythmusinstrumente, bestehend aus einem Musikbogen und einem Idiophon, sind der mit Schellen behängte südindische villadi vadyam und der von Adivasi-Frauen in einer zentralindischen Region gespielte dhankul, der eine Kombination aus Musikbogen und Schrapinstrument ist.
Zu den rhythmisch eingesetzten Saiteninstrumenten, die keine klar erkennbaren Tonhöhen produzieren, zählt auch die tuntune (oder tuntina) aus Zentralindien und Maharashtra. Die Drahtsaite spannt sich bei ihr vom Rand eines etwa 25 Zentimeter langen Holz- oder Metallzylinders, der an der Unterseite mit einer Membran aus Ziegenhaut bespannt ist, bis zu einem Holzwirbel am Ende eines seitlich befestigten, 70 Zentimeter langen Bambusstabes. Die tuntune steht von der äußeren Form den Zupftrommeln am nächsten. Sie wird mit einem kleinen Holzplektrum gezupft und begleitet  die Marathi-Liedgattungen lavani und powada, devotionale Lieder und das marathische Volkstheater tamasha.
Ein Bindeglied zwischen den Zupftrommeln und membranbespannten Tontöpfen wie der ghumat in Goa stellt die südindische tantipanai dar. Bei ihr verläuft von der Mitte der Membran ein Metalldraht ins Innere des Topfes, verlässt diesen am Boden und führt an der Außenseite entlang, wo einige Rasselkörper aufgereiht sind, bis zu einem nach außen ragenden beweglichen Stimmholz im oberen Bereich des Korpus. Im Unterschied zur ektara kann nicht die Saite gezupft werden, der Spieler schlägt stattdessen mit den Händen auf die Membran und den Topf, wobei die Membran ihre Schwingungen zusätzlich über den Draht an die beweglichen Teile weitergibt.
Dasselbe Prinzip der Tonerzeugung macht die Donnertrommel (englisch thunder drum oder thunder tube) zu einem ungewöhnlich laut klingenden Geräuschinstrument. Die Donnertrommel besteht aus einer oben offenen Blechdose, an deren Boden mittig eine lange, dünne Metallfeder befestigt ist.

## Bauform und Spielweise

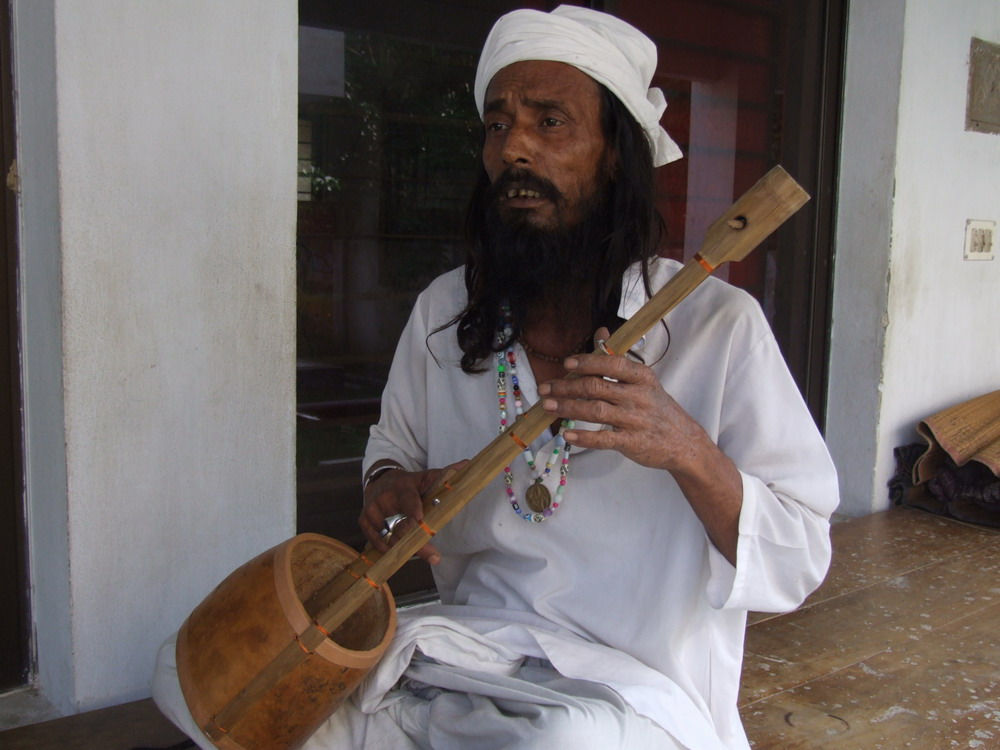
Baul-Sänger mit einer ektara oder gopi yantra am Grab von Fakir Lalon (um 1774–1890), einem als Heiligen verehrten Sänger und Dichter der Bauls. Kushtia, Khulna-Division, Bangladesh

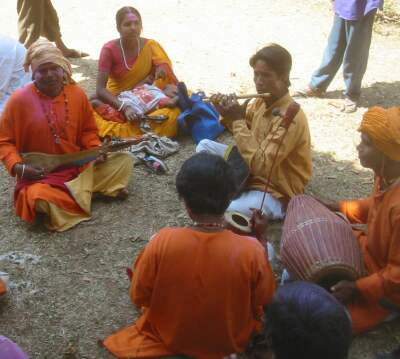
Bauls, von links im Kreis mit der Laute dotara, der Zimbel manjira, der Flöte banshi, Doppelfelltrommel dhol und gopi yantra

Die Einordnung der Instrumentengruppe in der Hornbostel-Sachs-Systematik als Zupftrommel (englisch plucked drum), also als gezupfte Trommel in der Gruppe der Membranophone, begründet Curt Sachs 1915. Nach jüngerer Einschätzung bewirkt jedoch die Saite die primäre Schwingungserregung und die Membran dient hauptsächlich der Tonverstärkung, weshalb die Gruppe im Englischen auch als variable tension chordophone („Saiteninstrument mit variabler [Saiten]-Spannung“) bezeichnet wird und somit zu den Saiteninstrumenten gehört. Die Membran dient nach dieser Ansicht vergleichbar auf dieselbe Art lediglich der Klangverstärkung wie die Hautdecke mit darauf aufgestelltem Steg bei einer Langhalslaute (Banjo). 
Die Saitenspannung und damit die Tonhöhe lässt sich bei Zupftrommeln während des Spiels verändern, indem im Fall der anandalahari die Saite unmittelbar mit der Hand gestreckt oder bei der gopi chandra die Elastizität des Saitenträgers ausgenützt wird, um ihn mit der Hand zu verformen. Alle Zupftrommeln besitzen einen zylinderförmigen oder bauchigen Korpus, der an der Oberseite offen und an der Unterseite mit einer Haut bespannt ist. Der Korpus besteht aus Holz, Kürbis, Metall oder Ton. In der Mitte der Membran wird eine Draht- oder Darmsaite durch ein Loch geführt und dort mit einem Knopf (mit zwei bis drei Zentimetern Durchmesser) oder einem Bambusstück an der Außenseite gesichert.
Die ektara werden allgemein von Sängern religiöser Lieder (zusammenfassend Bhajans) gespielt. Die Bauls ziehen als Wandermusiker über die Dörfer, singen Loblieder auf ihren Guru und bringen so ihre vishnuitische und sufische Form des Bhakti-Kults zum Ausdruck. Neben gopi yantra und anandalahari spielen sie die zwei- bis viersaitige Langhalslaute dotara, die banshi (Bambusquerflöte mit sechs Grifflöchern), die kleine Kesseltrommel duggi, Bronzezimbeln (manjira), Klappern aus Bambus oder Holz (kartal) und ghungru (Schellen an den Knöcheln, die beim Stampfen einen Rhythmus erzeugen).

### Zupftrommeln mit gespannter Saite

#### Gopi yantra
Die gopi yantra, das „Milchmädchen-Instrument“ ist nach den Gopis benannt, Hirtinnen der indischen Mythologie und Gespielinnen Krishnas. Der annähernd zylindrische Holzkorpus ist an der Unterseite etwas weiter als oben. Unten ist der Korpus ganz mit Haut überzogen, an der Oberseite nur am Rand, sodass in der Mitte eine kreisrunde Öffnung verbleibt. Beide Membrane sind durch eine Z-förmige Verschnürung miteinander verspannt. Bei einfacheren Instrumenten ist nur eine Membran an der Unterseite verklebt. Ein in der Mitte längs in zwei Teile gespaltenes Bambusrohr wird auseinandergebogen und seitlich am Korpus festgewickelt oder angenagelt. Der Klang ist feiner und vielseitiger als bei der tun tune. Am Rohrende, das oberhalb eines Knotens etwas über zehn Zentimeter im Ganzen erhalten bleibt, ist die Saite an einem hölzernen Stimmwirbel befestigt. Eine typische Zupftrommel misst 88 Zentimeter gesamt, bei 24 Zentimetern für den Korpus, dessen Durchmesser 19 Zentimeter beträgt.
Das Instrument ist typisch für die Bauls von Bengalen und Odisha. Der Spieler hält den Korpus seitlich unter dem linken Arm, während er mit der Hand derselben Seite die Bambusstäbe zusammendrückt, um die Tonhöhe zu variieren. Mit dem Zeigefinger der rechten Hand oder einem Plektrum zupft er die Saite. Diese besteht aus einem verzinkten Eisendraht von 0,3 Millimetern Durchmesser. Ein alleinunterhaltender Bettelmusiker kann die gopi yantra mit der rechten Hand halten und bedienen sowie gleichzeitig mit der linken Hand eine kleine Kesseltrommel (die bayan des Trommelpaars tabla) schlagen, die an einem Band von seiner linken Schulter hängt.

### Lao-tokari
Die lao-tokari ist im Wesentlichen baugleich zur gopi yantra mit dem Unterschied, dass bei ihr der Korpus nicht aus Holz, sondern aus einer Kalebasse (assamesisch lao-khola, „Kürbis-getrocknet“) besteht, die mit einer angeklebten Ziegenhaut bespannt ist. Der gespaltene Bambusstab ist etwa 80 Zentimeter lang und hat einen Durchmesser von vier Zentimetern. Die Oberseite der Kalebasse bleibt ganz offen.
Außer in den Liedern der Bauls wird die lao-tokari auch in der assamesischen Volksmusik Debhicarar Git, zusammen mit der Rahmentrommel dogor beim Boiragi Git, dem assamesischen Sufi-Musikstil und in der bengalischen Volksmusik Bhatiali eingesetzt.

### Golki
Ebenfalls zum Typ der gopi yantra gehört die von den Tharu im nepalischen Distrikt Udayapur (im Osten des Terai) gespielte golki. Als Korpus verwenden die Tharu und andere Ethnien in Nepal ein Bambusrohr mit etwa 18 Zentimetern Durchmesser, auf das sie an der Unterseite eine Rehhaut als Membran nageln. Als Saitenträger dienen zwei seitlich befestigte und am anderen Ende verbundene Bambusstäbe. Die Gesamtlänge des Musikinstruments beträgt etwa 75 Zentimeter. Die Spielweise, um unterschiedliche Tonhöhen zu erzeugen, ist entsprechend.

### Zupftrommeln mit loser Saite

#### Anandalahari

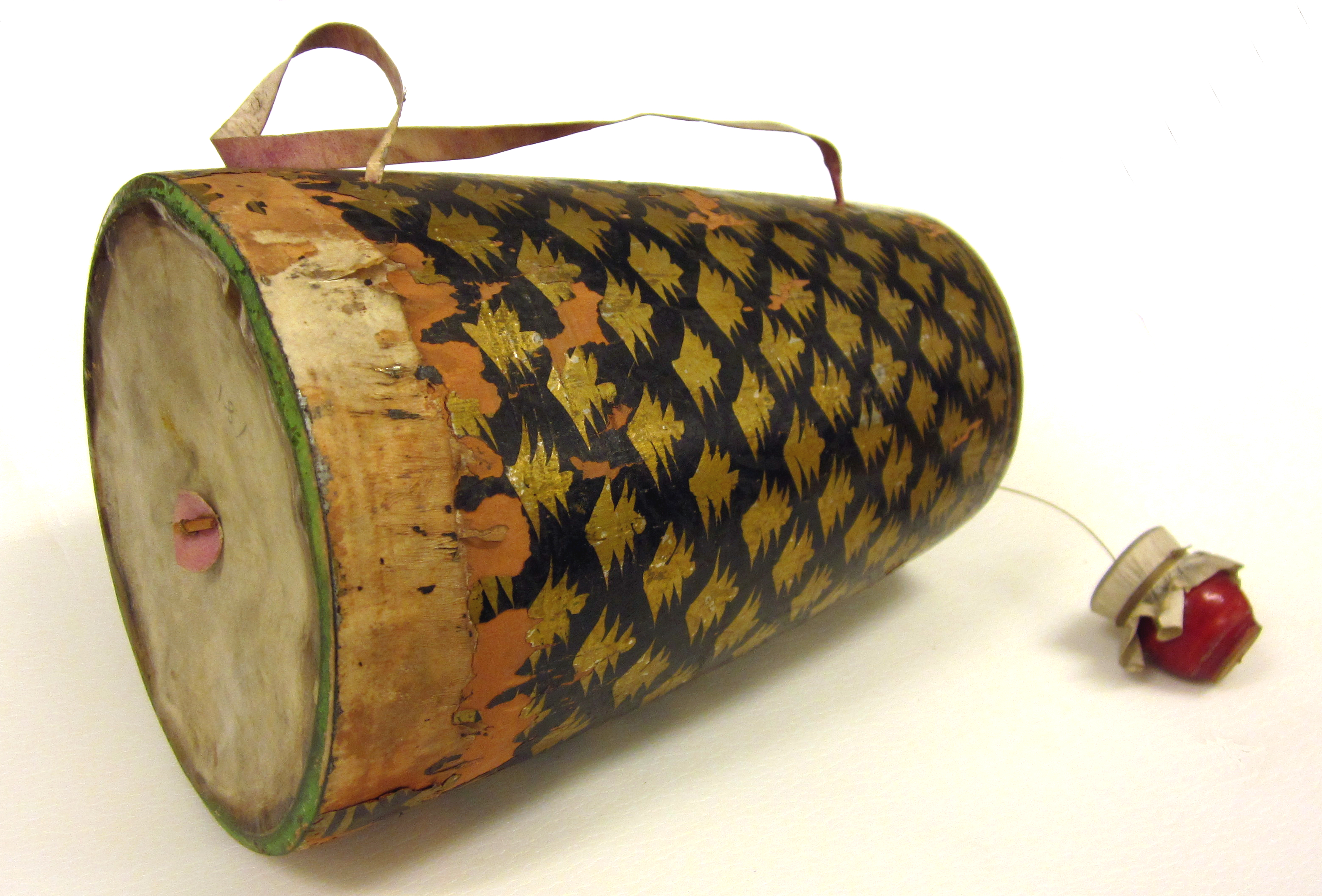
Anandalahari aus Bengalen, um 1885

Die anandalahari von Bengalen ist auch unter dem onomatopoetischen Namen gubgubi bekannt. Sanskrit ananda bedeutet etwa „vollkommenes Glück“, lahari „Berauschung, überwältigende Erfahrung“. Ähnliche Instrumente tragen die regionalen Namen (Hindi) premtal und tumba unter anderem in Uttar Pradesh sowie bhapang in Rajasthan, alle drei mit einem Kalebassenresonator, ferner khamak oder khomok (Bengali), chonka oder chonak (Marathi) in Maharashtra und jamidika oder jamaku (telugu) mit einem Resonator aus Metall in Andhra Pradesh. Weitere Zupftrommeln vom Typ der anandalahari sind die bagilu mit einem Holzrahmen und einer Metallsaite in Gujarat und  ebenso die dudhuki oder dhudhki in Odisha. Die dudhuki wird von männlichen und weiblichen Schlangenbeschwörern (kela, kelum) gespielt und begleitet die Liedgattung dhudhki gita.
Während gopi yantra und lao-tokari einen Bordunton hervorbringen, werden die anandalahari und vergleichbare Zupftrommeln überwiegend für den Rhythmus verwendet. Der Korpus der anandalahari besteht bei einfacheren Instrumenten aus einer Kalebasse, ansonsten aus einem bauchigen Holzzylinder. Der Boden ist wie bei den Kalebassen üblich mit einer Haut beklebt; von deren Mitte verläuft ein etwa 60 Zentimeter langer Lederstreifen oder eine Schnur als Saite durch das Gefäß und auf der anderen Seite hinaus. Die Saite ist an der Membran nicht durch einen Knopf, sondern durch einen längeren Stab gesichert. Frühere Instrumente waren oben offen, heutige Resonatoren aus Holz sind auch oben bis auf das Loch in der Mitte mit einer Membran überzogen, wobei beide Membranen durch Lederringe fixiert und diese durch eine V-förmige Verschnürung gespannt werden. Bei manchen Instrumenten führt jedes V durch einen Eisenring, der verschoben werden kann, um die Membran zu spannen. Das freie Ende des Lederstreifens ist an einem kleinen Messingtopf, dessen Öffnung Richtung Korpus zeigt, oder an einem Holzklotz befestigt, die beide als Haltegriff fungieren. Der Spieler hält die anandalahari waagrecht mit dem linken Ellbogen gegen den Oberkörper gepresst. Mit der rechten Hand zieht er im Rhythmus die Saite straff, während er zugleich mit einem Plektrum aus Holz, Knochen oder ähnlichem in der linken Hand die Saite zupft. Das Ergebnis reicht von einem in der Tonhöhe schwankenden, dumpfen Trommelschlag bis zu einem hohen jaulenden Ton bei stark angezogener und zugleich gezupfter Saite. Die anandalahari mag von der Bauweise noch archaischer sein als die Zupftrommeln mit einer fest eingespannten Saite, sie besitzt jedoch feinere Ausdrucksmöglichkeiten.
Bei der gopi yantra entfernt sich die Saite von der Membran in einem Winkel von 90 Grad, bei der anandalahari ist ein Spielraum zwischen 90 und 70 Grad gegeben. Die Schwingungen der Saite und der Membran verlaufen folglich gleichzeitig bei beiden Typen etwa in einem rechten Winkel zueinander. Die Membranschwingung überlagert sich mit der Saitenschwingung, was zu einem verstärkten Aufbau von Obertönen über der Grundfrequenz der Saite führt. Die Membran wirkt als Frequenzdoppler und führt zu nichtlinearen akustischen Phänomenen, die von einem Saiteninstrument, dessen Saiten zwischen zwei Fixpunkten eingespannt sind, nicht  erwartet werden.

#### Premtal
Die premtal in Nepal besitzt einen ungefähr zylindrischen Korpus aus einer Kalebasse oder aus einem dünnwandig geschnitzten Holz, dessen Länge etwa 20 Zentimeter und dessen Durchmesser 15 Zentimeter beträgt. Die untere Öffnung des Korpus ist mit Schlangenhaut beklebt. Durch ein Holzstäbchen vor dem Durchrutschen gesichert wird eine etwa 50 Zentimeter lange Saite durch ein Loch in der Membranmitte durch den Korpus geführt. Der Handgriff am freien Ende der Saite ist mit einigen kleinen Schellen (ghungru) behängt. Diese produzieren ein zusätzliches klingelndes Geräusch, wenn der Spieler die Saite mit einer Hand anspannt und mit der anderen Hand zupft. Die Saite kann auch mit einem dünnen Stöckchen in der rechten Hand geschlagen werden. Die premtal wird in Nepal solistisch oder zur rhythmischen Begleitung einer Melodie gespielt.

#### Ghuggumuggu
Eine Variante der premtal ist die ghuggumuggu der Schlangenbeschwören (sapera) in Nepal. Ihr Korpus besteht aus einer etwa 20 Zentimeter langen Kalebasse, deren Durchmesser auf der Seite der Membran 15 Zentimeter beträgt und sich bis zur offenen Seite etwas verjüngt. Von der aufgeklebten Membran aus Schlangenhaut führt die Saite im Innern durch die Öffnung. Am freien Ende der Saite ist ebenfalls ein Stäbchen befestigt, an dem drei bis fünf kleine ghungru hängen. In Indien verwenden Schlangenbeschwörer stattdessen das aus einer Kalebasse bestehende Blasinstrument pungi.

#### Yakucha babhu
Bei der Jyapu-Kaste im Kathmandutal besteht die yakucha babhu aus einem 15 bis 20 Zentimeter langen Bambusabschnitt, dessen Durchmesser 15 bis 18 Zentimeter beträgt. Die obere Öffnung wird mit Ziegenhaut bespannt. Eine rund 45 Zentimeter lange Saite führt von der Mitte der Membran vom Korpus weg. Der Musiker hält die yakucha babhu (aus Newari yakucha, „Arm“) unter einen Arm geklemmt und spannt die Saite mit der Hand desselben Arms an ihrem Griff. Mit der anderen Hand zupft er die Saite zur rhythmischen Begleitung von Volksliedern.

#### Pulluvan kudam

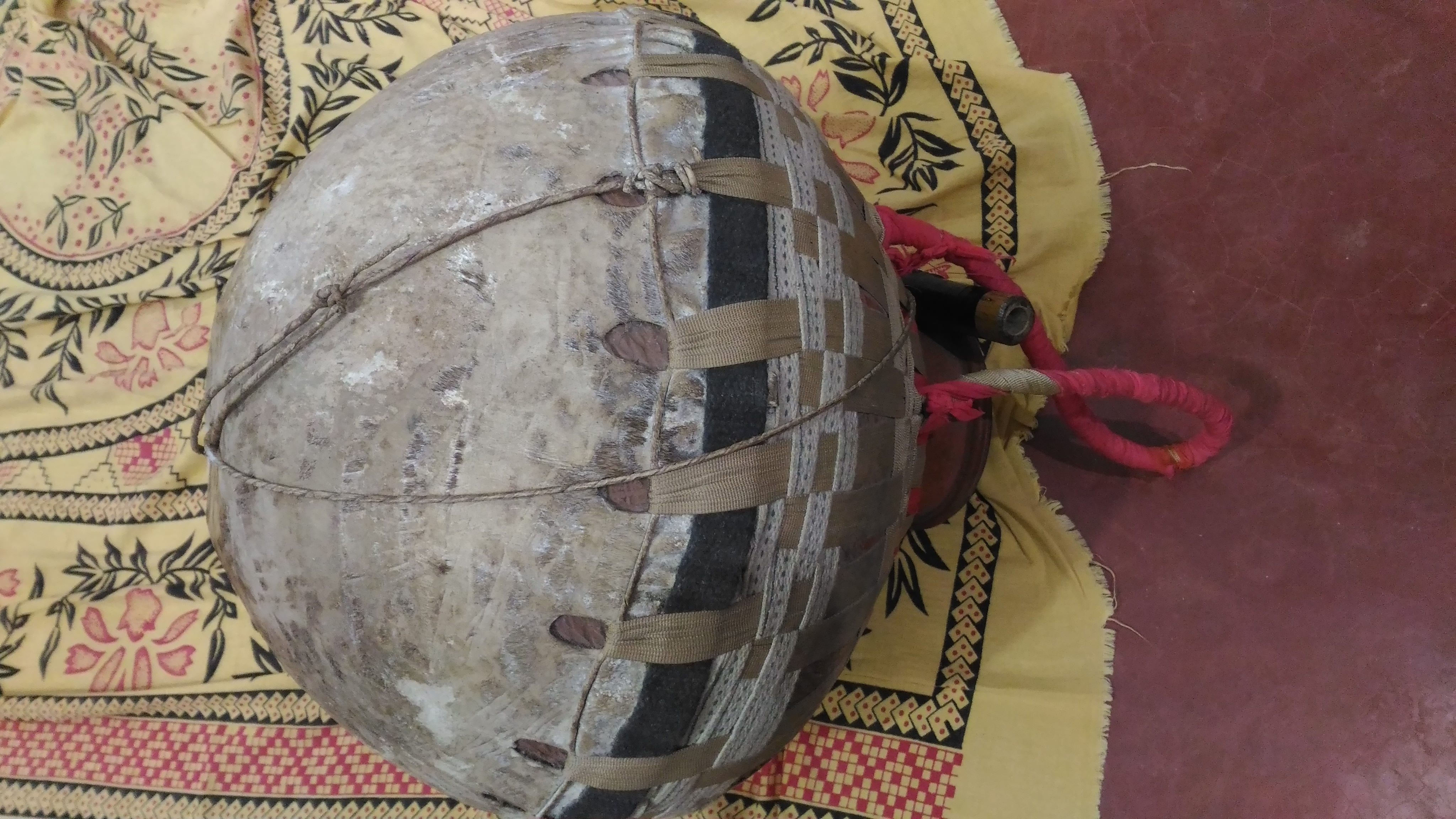
Pulluvan kudam

Pulluvan kudam (pulluvan kutam) ist ein Tontopf (ghatam) mit einer Saite, den die Gemeinschaft der Pulluvan in Kerala, Südindien, zusammen mit der einsaitigen Fiedel pulluvan vina in der Musik des Besessenheitsrituals nagakalam verwendet. Mit dem Ritual, welches die Pulluvan im Auftrag der höheren Kaste Nayar durchführen, sollen die Schlangengottheiten (Nagas) angesprochen und besänftigt werden. Außerdem treten Pullavan-Ensembles zur Begleitung beim Schlangentanz der im September–Oktober stattfindenden Ayilyam-Feierlichkeiten im Naga-Tempel von Mannarsala auf. Der Tontopf besitzt eine Öffnung am Boden und ist vollständig mit einer Haut überzogen. Die von der Bodenmitte ausgehende Schnur endet an einem Holzstab, den der Musiker im Sitzen unter den Fuß des gestreckten rechten Beins klemmt oder mit den Zehen fixiert, um die Saite zu straffen. Gezupft wird mit einem Plektrum in der rechten Hand. Der pulluvan kudam wird meist von Frauen (Pulluvatti) gespielt, um die rhythmischen Muster anzuzeigen. Die mythischen Lieder der Pulluvan preisen oder beschwören die magische Kraft der Schlangengottheit Naga. Das taktgebende Begleitinstrument der Pulluvan-Gesänge ist das Handzimbelpaar kaimani oder elathalam.